# 夜バゲット
『夜バゲット』は、2020年4月4日から日本テレビで毎週土曜日 1:59 - 2:44（金曜日 25:59 - 26:44。JST）に放送されている、エンターテインメント情報を紹介する情報番組である。通称「夜バゲ」。

## 概要
「金曜深夜の総合エンターテインメント番組」というコンセプトの下、毎週月曜から木曜に放送されていた情報番組『バゲット』の姉妹番組として放送されている。ただし、『バゲット』ネット局の中京テレビでは放送されない関東ローカル。
MCには青木源太（当時日本テレビアナウンサー、『バゲット』のMCと兼任）と郡司恭子（日本テレビアナウンサー）が就任。この他に、週替わりプレゼンターとして日本テレビのアナウンサーが1人もしくは2人出演し、各々が紹介したい映画やイベント、アニメ、アイドル情報などのエンターテインメント情報をプレゼンする。また、映画の出演者やアーティストらがスタジオ出演やVTR出演することもある。
青木が日本テレビ退社に伴い2020年9月26日放送分を以て番組を卒業し、同年10月3日放送分より川畑一志（日本テレビアナウンサー）が新たにMCに就任した。また、10月からは「気分が上がる!夜バゲNEWS」のコーナーに日本テレビの若手アナウンサーから1人が出演している。
2022年10月3日に『バゲット』では番組リニューアルが行われ、スタジオセット・ロゴなどが変更されたが当番組は事前収録形式のため同月21日までは引き続き旧スタジオから放送され、翌週の同月28日より新セットでの放送となった。
『バゲット』は2023年3月30日をもって終了したが、当番組については4月以降も継続となった。

## 出演者
出演者全員、日本テレビアナウンサー。

### MC
- 川畑一志（2020年10月3日 - ）[注 1]
- 郡司恭子（2020年4月4日 - ）[注 2]

### 週替わりプレゼンター
- 日本テレビアナウンサーが週替わりで1名または2名出演。

### 過去のMC
- 青木源太（2020年4月4日 - 9月26日）

## スタッフ
- ナレーター：服部伴蔵門
- 構成：鳥海鶏太、務川光
- TM：村上正
- 撮影：岩倉康宏、出野裕史
- 音声：植松一哉
- 照明：大矢幸男
- 編集：丸山由典、坂本亮、藤原崇裕、中村優里
- MA：吉田幸輔、黒田潤平
- 音効：金子寛史、辰巳裕也
- 美術：三浦昭彦
- AP：中村花乃子、二宮愛
- デスク：神﨑郁里
- 技術協力：NiTRO、東京オフラインセンター
- 美術協力：日テレアート
- コンテンツ：伊藤卓哉、福井雄介、中島裕一朗、岩佐直樹
- ディレクター：杉本真宣、岩澤巧/岡部友明、神宮つとむ、星啓大、大橋達郎、木下なつみ/宮澤大輔、湯浅毬乃
- プロデューサー：伊庭野はるか、飯島幸子、宮崎俊彦
- 制作：吉田和生
- 制作協力：AX-ON
- 製作著作：日本テレビ

### 過去のスタッフ
- ディレクター：森島孝志、小舩井悠輔
- プロデューサー：磯口美佐子